# 马兴荣
马兴荣（1924年4月—2025年5月9日），回族，四川西昌人，中国词学家，华东师范大学中文系教授。

## 生平
1951年9月考入云南大学中文系二年级插班生，1954年毕业，分配至华东师范大学工作。历任华东师范大学副教授，中文系古典文学教研室副主任、古典文学研究室副主任；华东师范大学教授，华东师范大学中文系古代文学研究室主任，《词学》主编，中国韵文学会常务理事，中国词学研究会副理事长、会长，中华诗词学会理事；华东师范大学校工会副主席等职。
1981年参与《词学》创刊。1983年加入中国共产党。发表有《建国三十年来的词学研究》（1982年）、《李清照“词论”考》（1984年）等论文。
2025年5月9日上午8时在上海市第六人民医院逝世，享年101岁。

## 出版物
《马兴荣词学论稿》《词学综论》《龙洲词校笺》《山谷词校注》《全宋词广选新注集评》《唐宋爱国词选》《回族名家词选》《晚清六大家词选》